# Witków (powiat świdnicki)
Witków – wieś w Polsce położona w województwie dolnośląskim, w powiecie świdnickim, w gminie Jaworzyna Śląska.
W latach 1975–1998 miejscowość należała administracyjnie do województwa wałbrzyskiego.

## Sport
We wsi, od maja 1969 r., działa drużyna piłkarska: Gminno-Ludowy Klub Sportowy Grom Witków. Stadion o pojemności 1000 osób (w tym: 100 miejsc siedzących), posiada boisko o wymiarach: 90 × 75 m. Zespół ten począwszy, od sezonu 2007/2008 (z wyjątkiem krótkiej przerwy: spadek na 2 sezony do A-klasy), rywalizuje w klasie okręgowej, grupa: Wałbrzych. Największym osiągnięciem  drużyny było zajęcie 2. miejsca w sezonie 2010/2011

## Zabytki
Do wojewódzkiego rejestru zabytków wpisany jest:
- dom nr 60, z połowy XIX w.